# Altstadt (Winterthur)

Karte der Winterthurer Altstadt

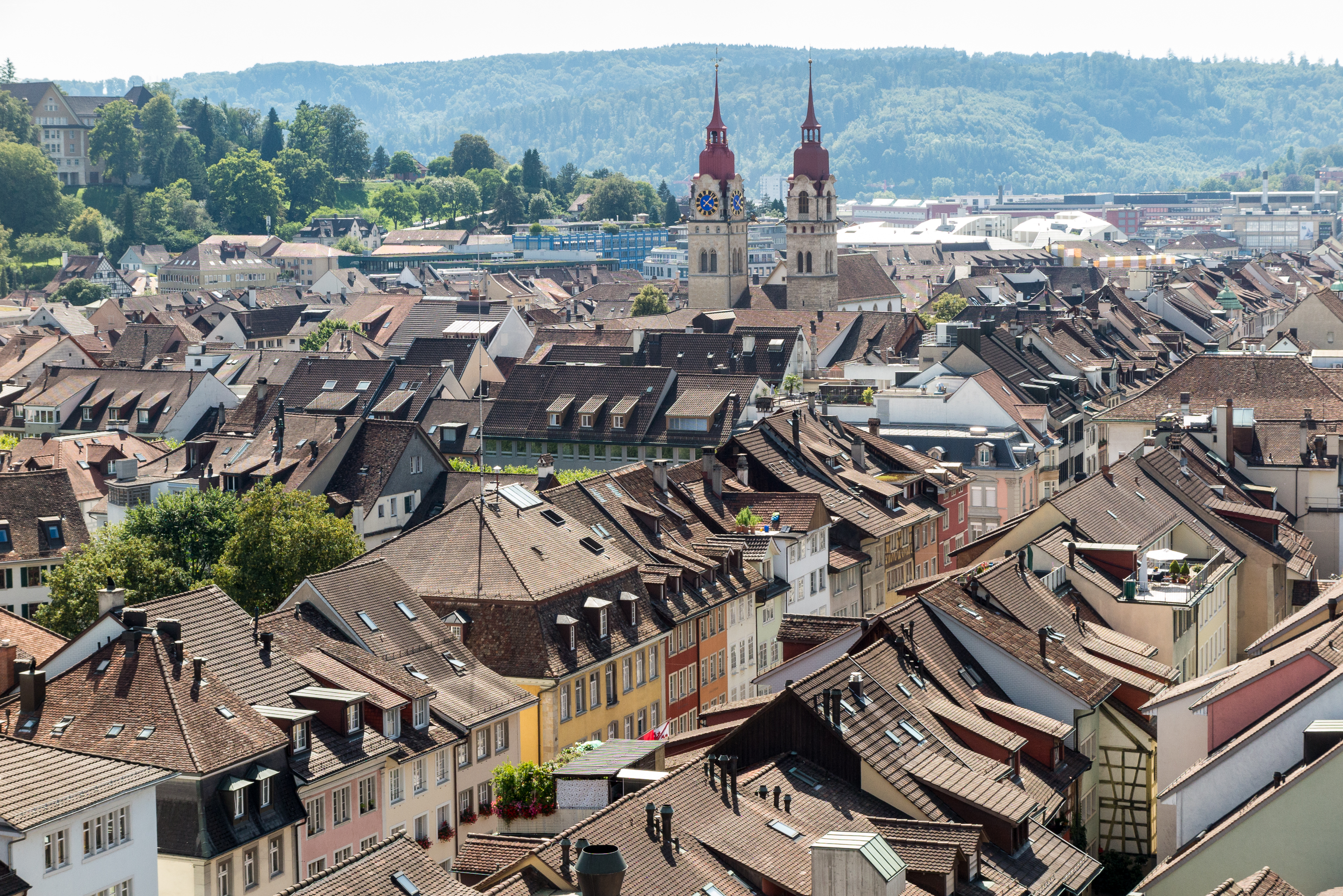
Blick über die Dächer der Winterthurer Altstadt

Altstadt ist ein Quartier der Stadt Winterthur, das grösstenteils aus dem historischen Kern der Stadt besteht. Das Quartier bildet zusammen mit den Quartieren Lind, Heiligberg, Tössfeld, Brühlberg und Neuwiesen den Stadtkreis 1 (Stadt). Die Altstadt Winterthurs steht unter Denkmalschutz und ist in der Liste der Kulturgüter von nationaler Bedeutung verzeichnet.

## Geografie
Das Quartier Altstadt liegt im Zentrum der Stadt und besteht grösstenteils aus dem historischen Kern der Stadt und den angrenzenden Grundstücken und Gebäuden. Die von einem Grüngürtel umgebene Altstadt grenzt an die Quartiere Neuwiesen im Westen (auf der anderen Seite des Hauptbahnhofs), Heiligberg im Süden, Deutweg (Stadtkreis Mattenbach) im Osten und Lind im Norden.

## Bildung
Auf dem Gebiet des Quartiers gibt es zwei Primarschulhäuser: Zum einen das 1864 erbaute Primarschulhaus Altstadt, an der Ecke Stadthaus-/Lindstrasse. Dort werden die Kinder aus dem Kindergarten «Inneres Lind» (Quartier Lind) eingeschult. Im Schulhaus gibt es diverse Spezialklassen. Am östlichen Rand des historischen Stadtkerns steht das Primarschulhaus Geiselweid mit gleichnamigem Kindergarten. Ebenfalls zum Einzugsgebiet des Schulhauses gehört der Kindergarten «Äusseres Lind» im benachbarten Quartier Lind.

## Geschichte
Die ganze Altstadt von Winterthur gilt als archäologischer Fundplatz und es finden regelmässig Rettunggrabungen bei Bauarbeiten in der Altstadt statt. Da das statistische Quartier Altstadt aus dem Kern der Stadt Winterthur besteht, siehe für die Geschichte unter Winterthur#Geschichte.

## Kultur und Freizeit

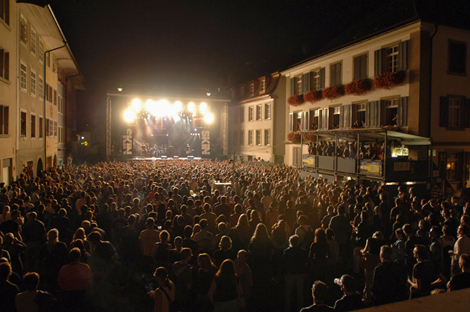
Die Musikfestwochen 2005 beim Konzert von Skin

Die Altstadt Winterthurs ist durch ihre Zentrumsfunktion auch das kulturelle Zentrum der Stadt. So gibt es viele Restaurants, Bars und Pubs in der Altstadt. Ende Juli findet mit dem Albanifest das grösste Altstadtfest Europas in Winterthur statt und einen Monat später finden in der Steinberggasse während zweieinhalb Wochen die Winterthurer Musikfestwochen statt mit Konzerten in der Altstadt. Neben diesen grösseren Veranstaltungen gibt es das ganze Jahr durch mehrere Spezialmärkte und -feste wie die Winterthurer Fasnacht im Februar, das Afro-Pfingsten Festival Ende Mai oder der dreiwöchige Weihnachtsmarkt im Dezember.
Architektonisch ist die ganze Altstadt ansehnlich, insbesondere das Stadthaus, von Gottfried Semper erbaut, das Rathaus, die Stadtkirche, der Hauptbahnhof, das ehemalige Waaghaus, das Haus zur Geduld, das Haus zur Sonne, das Haus zum Warteck oder die Judd-Brunnen und der Brunnen mit dem Fischermädchen von Max Reinhold Weber in der Steinberggasse.
Die meisten Museen liegen in der Altstadt: In der historischen Altstadt selber das Gewerbemuseum mit der Uhrensammlung Kellenberger am Kirchplatz, das Museum Briner+Kern im Rathausdurchgang und die Kunsthalle Winterthur im Waaghaus. Am Rand befinden sich an der Stadthausstrasse das Museum Oskar Reinhart, beim Obertor im Lindengutpark das gleichnamige Heimatmuseum. Mit dem Kunstmuseum Winterthur, Naturmuseum Winterthur und dem Münzkabinett sind drei weitere Museen nur wenige Meter von der offiziellen Grenze des Quartiers und somit der Altstadt entfernt.

## Verkehrsanbindung
Der Hauptbahnhof von Winterthur liegt im Westen des Quartiers. Dort laufen bis auf eine Stadtbuslinie und ein paar Regionalbuslinien, die beim Bahnhof Oberwinterthur enden, alle Verkehrsverbindungen von Winterthur zusammen. Am Zugbahnhof halten alle Schnellzüge und man ist mit dem Zug in 20 Minuten in Zürich sowie in 10 Minuten am Flughafen Zürich.